# PQ–2-es konvoj
A PQ–2-es konvoj egy hajókaraván volt a második világháborúban, amelyet a szövetségesek a Szovjetunióba indítottak. A 6 kereskedelmi hajó és kísérőik 1941. október 13-án indultak útnak a nagy-britanniai Liverpoolból, és október 30-án valamennyien megérkeztek Arhangelszkbe. A PQ kód azt jelentette, hogy a rakomány nyugatról tart a Szovjetunióba, a 2 a sorszámát jelöli.

## Hajók

### Kereskedelmi hajók
| A hajó neve   | Nemzetisége        | Vízkiszorítása (brt) |
| ------------- | ------------------ | -------------------- |
| Empire Baffin | Egyesült Királyság | 6978                 |
| Herpalion     | Egyesült Királyság | 5486                 |
| Hartlebury    | Egyesült Királyság | 5082                 |
| Orient City   | Egyesült Királyság | 5095                 |
| Queen City    | Egyesült Királyság | 4814                 |
| Temple Arch   | Egyesült Királyság | 5138                 |

### Kísérőhajók
| A hajó neve  | Nemzetisége        | Típusa       |
| ------------ | ------------------ | ------------ |
| HMS Bramble  | Egyesült Királyság | Aknaszedő    |
| HMS Eclipse  | Egyesült Királyság | Romboló      |
| HMS Gossamer | Egyesült Királyság | Aknaszedő    |
| HMS Hussar   | Egyesült Királyság | Aknaszedő    |
| HMS Icarus   | Egyesült Királyság | Romboló      |
| HMS Leda     | Egyesült Királyság | Aknaszedő    |
| HMS Norfolk  | Egyesült Királyság | Nehézcirkáló |
| HMS Seagull  | Egyesült Királyság | Aknaszedő    |
| HMS Speedy   | Egyesült Királyság | Aknaszedő    |